# Dick’s Sporting Goods

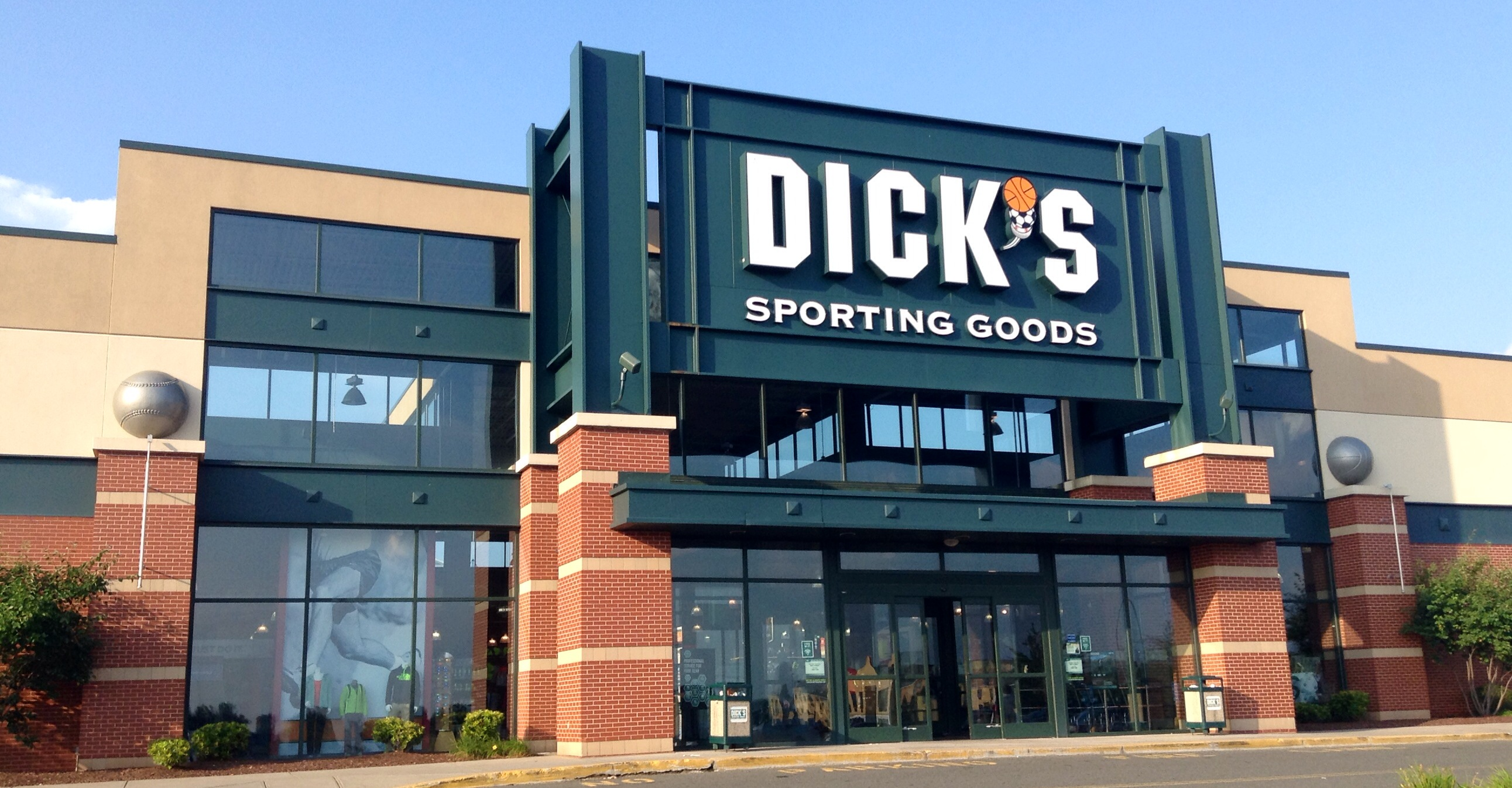
Ladengeschäft des Unternehmens in Manchester (Connecticut)

Dick’s Sporting Goods ist ein US-amerikanisches Einzelhandelsunternehmen für Sportartikel. Das Unternehmen wurde im Jahr 1948 von Richard Stack in Binghamton im Bundesstaat New York als Laden für Anglerbedarf gegründet. Anfang der 1980er Jahre kauften Edward Stack und seine Geschwister ihrem Vater das Geschäft ab und führten es fort. Das Unternehmen umfasste zu diesem Zeitpunkt lediglich einen Standort in Binghamton und einen in Vestal. Unter der Leitung von Edward Stack wurden Geschäfte in den Städten Syracuse, Rochester und Albany eröffnet. In den 1980er und 1990er Jahren wurde eine aggressive Expansionspolitik verfolgt, in Folge derer auch Läden außerhalb des ursprünglichen Marktes in Upstate New York eröffnet wurden. Im Jahr 1994 wurde der Unternehmenssitz nach Pittsburgh in Pennsylvania verlegt. Später wurde der Sitz nach Coraopolis in der Metropolregion um Pittsburgh verlegt. Heute unterhält Dick’s Sporting Goods Ladengeschäfte in fast allen Bundesstaaten der USA.